# Браун, Максим Валерьевич
Максим Валерьевич Браун (род. 16 апреля 1993, Павлодар) — казахстанский биатлонист.

## Карьера
Выступал за сборную Казахстана на юниорских первенствах мира по биатлону. В сезоне 2014/2015 дебютировал на этапах Кубка мира.
30 января 2015 года Максим Браун вместе со своими партнерами по сборной Галиной Вишневской, Анной Кистановой и Василием Подкорытовым стал серебряным призёром в смешанной эстафете на Всемирной Зимней Универсиаде в словацком Осрблье.
26 ноября 2017 года занял третье место в одиночной смешанной эстафете на этапе Кубка мира в Эстерсунде (в паре с Галиной Вишневской).